# Plástico termoestable

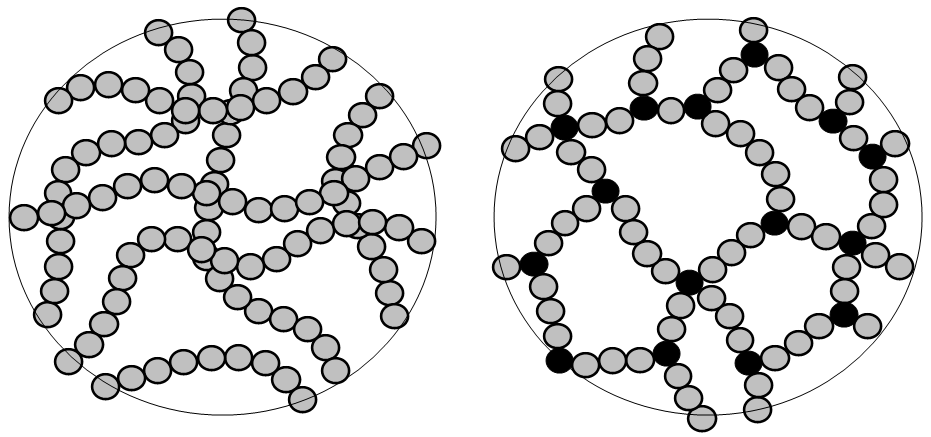
Vistas esquemáticas: izquierda, cadenas lineales de macromoléculas (caso de un polímero termoplástico); derecha, una macromolécula tridimensional (caso de un polímero termoestable). Los nodos de reticulación trivalentes y tetravalentes se representan en negro. Esta red es insoluble y no se funde. Dimensión de un círculo (unidad monomérica): aproximadamente un ångström (Å).

Los polímeros termo-estables son polímeros infusibles e insolubles. La razón de tal comportamiento estriba en que las cadenas de estos materiales forman una red tridimensional espacial, entrelazándose con fuertes enlaces covalentes. La estructura así formada es un conglomerado de cadenas entrelazadas dando la apariencia y funcionando como una macromolécula, que al elevarse la temperatura de ésta, simplemente las cadenas se compactan más, haciendo al polímero más resistente hasta el punto en que se degrada.
Las macromoléculas son moléculas que tienen una masa molecular elevada, formadas por un gran número de átomos. Generalmente se pueden describir como la repetición de una o unas pocas unidades mínimas o monómeros, formando los polímeros.

## Química de los termoestables
El proceso de polimerización es dado en dos etapas: en la primera se produce la polimerización parcial, formando cadenas lineales, mientras que en la segunda el proceso se completa entrelazando las moléculas aplicando calor y presión duradera
en el  proceso. La primera etapa se suele llevar a cabo en la planta química, mientras que la segunda se realiza en la planta de fabricación de la pieza terminada. También pueden obtenerse plásticos termoestables a partir de dos resinas líquidas, produciéndose la reacción de entrelazamiento de las cadenas al ser mezcladas (comúnmente con un catalizador y un acelerante). 
La reacción de curado es irreversible, de forma que el plástico resultante no puede ser reciclado, ya que si se incrementa la temperatura el polímero no funde, sino que alcanza su temperatura de degradación. Por establecer un símil por todos conocido, es como cocer un huevo; si volvemos a elevar la temperatura una vez cocido y enfriado, el huevo no sufre ninguna transformación, y si elevamos la temperatura demasiado el huevo se quema.

## Características
Los plásticos termoestables poseen algunas propiedades ventajosas respecto a los termoplásticos. Por ejemplo, mejor resistencia al impacto, a los solventes, a la permeación de gases y a las temperaturas extremas. Entre las desventajas se encuentran, generalmente, la dificultad de procesamiento, la necesidad del curado, el carácter quebradizo del material (frágil) y el no presentar reforzamiento al someterlo a tensión.
Pero aun así en muchos aspectos supera al termoplástico.

## Ejemplos
- Caucho natural vulcanizado.
- Baquelita, una resina tipo fenol formaldehído utilizada principalmente en la industria electrónica.
- Duroplast.
- Urea formaldehído, espuma utilizada en imitaciones de madera y tableros.
- Melamina, utilizada en tableros para trabajo.
- Resinas insaturadas de poliéster, que casi siempre se usan reforzadas con fibra de vidrio.
- Resina epoxi, utilizada como adhesivo y en plásticos reforzados.
- Poliuretanos.
- Siliconas.

- Datos: Q868477
- Multimedia: Thermosetting polymers / Q868477